# 穆西伊夫卡 (日托米爾區)
50°20′48″N 28°22′48″E / 50.34667°N 28.38000°E
穆西伊夫卡（烏克蘭語：Мусіївка），是烏克蘭北部的村莊，隸屬日托米爾州的日托米爾區。該村始建於1937年，面積0.14平方公里，海拔高度232米，2001年人口16，人口密度每平方公里114.29人。